# Oocyclus foxae
Oocyclus foxae (лат.) — вид жуков рода Oocyclus из подсемейства Hydrophilinae семейства водолюбы. Встречается в Юго-Восточной Азии: Таиланд. Назван в честь энтомолога Джессики Л. Фокс (Jessica L. Fox), друга и коллеги по энтомологии.

## Описание
Околоводные жуки мелких размеров (около 5 мм). Широко овальные, умеренно выпуклые. Надкрылья немного длиннее ширины. Дорзум чёрный. Голова и переднеспинка с отчетливой зелёной переливчатостью; также присутствует на надкрыльях, но гораздо менее отчётливо. Нижнечелюстные щупики жёлтые, кроме вершины апикального сегмента, которая слегка затемнена; лабиальные пальпы жёлтые. Ментум и стипес тёмные красновато-коричневые, немного бледнее, чем вентральная поверхность головы. Ноги, надкрылья, боковые края простернума и большая часть вентритов жёлтые до светло-коричневых, остальная часть брюшка от слабо до умеренно более тёмной красновато-коричневой. От близких видов отличаентся следующими признаками: постеролатеральные углы переднеспинки отчётливо опушённые; прококсы покрыты грубыми шипами; вентриты равномерно бледной окраски; голая область метастернума на одну треть длины метастернума; общая пунктировка надкрылий грубая. Ни один другой вид не имеет такой комбинации признаков.  Усики восьмичлениковые. Брюшко с пятью обнаженными вентритами. Обитают в так называемых гигропетрических средах обитания, то есть на влажных скалах вдоль быстроходной воды.

## Таксономия
Вид был впервые описан в 2005 году американскими энтомологами Andrew Edward Z. Short и A.P.Swanson (Department of Entomology, Comstock Hall, Cornell University, Ithaca, США) по типовым материалам из Таиланда.